# Aderus hedini
Aderus hedini is een keversoort uit de familie schijnsnoerhalskevers (Aderidae). De wetenschappelijke naam van de soort werd in 1933 gepubliceerd door Maurice Pic.